# Phil Anderson
Philip Grant Anderson (Londres, 12 de marzo de 1958) es un exciclista australiano, profesional entre los años 1980 y 1994 durante los cuales logró 86 victorias.
Como amateur, fue campeón nacional en 1978.
Como profesional, obtuvo un gran número de victorias, incluyendo clásicas importantes como la Amstel Gold Race o el Campeonato de Zúrich, pruebas por etapas de prestigio como la Vuelta a Suiza o el Dauphiné Libéré, y triunfos de etapa en Grandes Vueltas, como el Giro de Italia y el Tour de Francia.
En el Tour, sus mejores resultados los obtuvo en los primeros años. En 1981 se convirtió en el primer ciclista no europeo en conseguir el maillot amarillo. En 1982, además de una victoria de etapa, la clasificación de los jóvenes y llevar 9 días el maillot de líder, finalizó 5.º, la mejor posición lograda por un corredor australiano en el Tour a la fecha. Esta misma posición la repetiría en 1985. También fue 9.º en 1983 y 10.º en 1981 y 1984.
En 1987 fue condecorado con la medalla de la Orden de Australia (OAM) «en reconocimiento al servicio al deporte del ciclismo», en el 2000 con la Medalla Deportiva Australiana por su logro en el Tour de Francia, y en 2001 con la Medalla del Centenario «por el servicio a la sociedad australiana a través del deporte del ciclismo».
Tras retirarse del ciclismo profesional, Anderson se ha mantenido ligado a este deporte como organizador de pruebas ciclistas.

## Palmarés
| 1981 - 1 etapa de la París-Niza - Tour de l'Aude 1982 - 1 etapa del Tour de Francia y Clasificación de los Jóvenes 1983 - Amstel Gold Race - 2 etapas de la Dauphiné Libéré - 1 etapa del Tour de Romandía - Tour de l'Aude 1984 - Campeonato de Zúrich - Semana Catalana, más 1 etapa - 1 etapa de la Dauphiné Libéré - 3.º en el Super Prestige Pernod International - Gran Premio de Frankfurt 1985 - Vuelta a Suiza, más 3 etapas - Dauphiné Libéré, más 1 etapa - Tour del Mediterráneo, más 1 etapa - 1 etapa de la Semana Catalana - 2.º en el Super Prestige Pernod International - E3-Prijs Harelbeke - Gran Premio de Frankfurt 1986 - París-Tours | 1987 - Milán-Turín 1988 - Vuelta a Dinamarca - 1 etapa de la Tirreno-Adriático 1989 - Tour de Romandía, más 1 etapa - 1 etapa del Giro de Italia 1990 - Clasificación del intergiro y una etapa del Giro de Italia 1991 - 1 etapa del Tour de Francia - 1 etapa de la Vuelta a Suiza - Tour del Mediterráneo, más 2 etapas - Vuelta a Gran Bretaña 1992 - Tour de Irlanda - Gran Premio de Isbergues - 1 etapa de la Vuelta a Suiza 1993 - Vuelta a Suecia, más 1 etapa - Vuelta a Gran Bretaña, más 1 etapa - Gran Premio Raymond Impanis |

## Resultados

### Grandes Vueltas
| Carrera | Carrera         | 1980 | 1981 | 1982 | 1983 | 1984 | 1985 | 1986 | 1987 | 1988 | 1989 | 1990 | 1991 | 1992 | 1993 | 1994 |
| ------- | --------------- | ---- | ---- | ---- | ---- | ---- | ---- | ---- | ---- | ---- | ---- | ---- | ---- | ---- | ---- | ---- |
|         | Giro de Italia  | —    | —    | —    | —    | —    | —    | —    | 7.º  | —    | 13.º | 33.º | —    | —    | —    | —    |
|         | Tour de Francia | —    | 10.º | 5.º  | 9.º  | 10.º | 5.º  | 39.º | 27.º | —    | 38.º | 71.º | 45.º | 81.º | 84.º | 69.º |
|         | Vuelta a España | —    | —    | —    | —    | —    | —    | —    | —    | —    | —    | —    | —    | —    | —    | —    |

### Vueltas menores
| Carrera | Carrera                | 1980 | 1981 | 1982 | 1983 | 1984 | 1985 | 1986 | 1987 | 1988 | 1989 | 1990 | 1991 | 1992 | 1993 | 1994 |
| ------- | ---------------------- | ---- | ---- | ---- | ---- | ---- | ---- | ---- | ---- | ---- | ---- | ---- | ---- | ---- | ---- | ---- |
|         | París-Niza             | 19.º | 21.º |      | —    | 5.º  | 4.º  | —    | —    | —    | —    | —    | 11.º | 19.º | —    | —    |
|         | Tirreno-Adriático      | —    | —    | —    | —    | —    | —    | —    | 7.º  | —    | 24.º | —    | —    | —    | —    | —    |
|         | Vuelta al País Vasco   | —    | —    | —    | —    | —    | —    | —    | —    | —    | —    | —    | —    | 45.º | 60.º | 54.º |
|         | Tour de Romandía       | —    | —    | —    | 2.º  | —    | —    | —    | —    | —    | 1.º  | 13.º | —    | —    | —    | —    |
|         | Critérium del Dauphiné | —    | 20.º | 7.º  | 6.º  | 7.º  | 1.º  | —    | —    | —    | —    | —    | —    | —    | —    | —    |
|         | Vuelta a Suiza         | —    | —    | —    | —    | 5.º  | 1.º  | 26.º | —    | 27.º | —    | —    | 31.º | 20.º | —    | 30.º |

### Clásicas, Campeonatos y JJ. OO.
| Carrera                | Carrera                | 1980 | 1981 | 1982 | 1983 | 1984 | 1985 | 1986 | 1987 | 1988 | 1989 | 1990 | 1991 | 1992 | 1993 | 1994 |
| ---------------------- | ---------------------- | ---- | ---- | ---- | ---- | ---- | ---- | ---- | ---- | ---- | ---- | ---- | ---- | ---- | ---- | ---- |
| Omloop Het Nieuwsblad  | Omloop Het Nieuwsblad  | —    | —    | —    | 22.º | —    | —    | —    | —    | 58.º | 34.º | —    | —    |      |      |      |
| Kuurne-Bruselas-Kuurne | Kuurne-Bruselas-Kuurne | —    | —    | —    | 26.º | 9.º  | —    | —    | 5.º  | 8.º  | —    | 30.º | 20.º | —    | —    | —    |
| A través de Flandes    | A través de Flandes    | —    | —    | —    | —    | —    | —    | —    | —    | —    | 16.º | 28.º | 15.º | —    | —    | —    |
| E3 Harelbeke           | E3 Harelbeke           | —    | —    | —    | —    | —    | 1.º  | —    | 7.º  | 11.º | 6.º  | —    | 2.º  | 17.º | —    | —    |
| Gante-Wevelgem         | Gante-Wevelgem         | —    | —    | 7.º  | 23.º | 15.º | 2.º  | —    | 10.º | 13.º | 20.º | 45.º | 84.º | —    | —    | —    |
|                        | Tour de Flandes        | —    | —    | 42.º | 9.º  | 23.º | 2.º  | —    | 23.º | 2.º  | 13.º | 26.º | 18.º | 50.º | —    | —    |
| Scheldeprijs           | Scheldeprijs           | —    | —    | —    | —    | —    | —    | —    | —    | 12.º | 23.º | —    | —    | —    | 21.º | —    |
|                        | París-Roubaix          | —    | —    | —    | —    | —    | 19.º | —    | —    | —    | —    | —    | —    | —    | —    | —    |
| Flecha Brabanzona      | Flecha Brabanzona      | —    | —    | —    | —    | —    | 4.º  | —    | —    | —    | —    | —    | —    | —    | —    | —    |
| Amstel Gold Race       | Amstel Gold Race       | —    | 7.º  | 5.º  | 1.º  | 12.º | 5.º  | —    | 6.º  | 11.º | —    | 10.º | 11.º | —    | 24.º | —    |
| Flecha Valona          | Flecha Valona          | —    | 19.º | 9.º  | —    | 9.º  | —    | —    | 33.º | 16.º | —    | 21.º | 18.º | —    | —    | —    |
|                        | Lieja-Bastoña-Lieja    | —    | —    | 12.º | 4.º  | 2.º  | 7.º  | —    | 12.º | 9.º  | 3.º  | 30.º | 15.º | 19.º | 97.º | —    |
| Campeonato de Zúrich   | Campeonato de Zúrich   | —    | —    | —    | —    | 1.º  | 12.º | —    | —    | 6.º  | 54.º | —    | 7.º  | —    | 43.º | —    |
| Clásica San Sebastián  | Clásica San Sebastián  | —    | —    | —    | —    | —    | —    | —    | 42.º | 30.º | —    | —    | —    | —    | —    | —    |
| Bretagne Classic       | Bretagne Classic       | 25.º | —    | 8.º  | —    | —    | —    | —    | —    | —    | —    | —    | —    | —    | —    | —    |
| París-Tours            | París-Tours            | 10.º | —    | —    | 28.º | 5.º  | 36.º | 1.º  | 29.º | 41.º | 12.º | 2.º  | —    | 6.º  | 41.º | —    |
|                        | Giro de Lombardía      | —    | —    | —    | —    | 8.º  | —    | 3.º  | —    | —    | —    | —    | —    | —    | —    | —    |
| Mundial en Ruta        | Mundial en Ruta        | Ab.  | —    | 27.º | 9.º  | Ab.  | 47.º | 18.º | 21.º | 33.º | Ab.  | Ab.  | Ab.  | —    | Ab.  | —    |

## Equipos
- Peugeot (1980-1983)
  - Peugeot-Esso-Michelin (1980-1981)
  - Peugeot-Shell-Michelin (1982-1983)
- Panasonic (1984-1987)
- TVM (1988-1990)
  - TVM-Van Schilt (1988)
  - TVM-Yoko (1989)
  - TVM-Ragno (1990)
- Motorola (1991-1994)